# Pheidole variabilis
Pheidole variabilis is een mierensoort uit de onderfamilie van de Myrmicinae. De wetenschappelijke naam van de soort is voor het eerst geldig gepubliceerd in 1876 door Mayr.